# 島津長丸

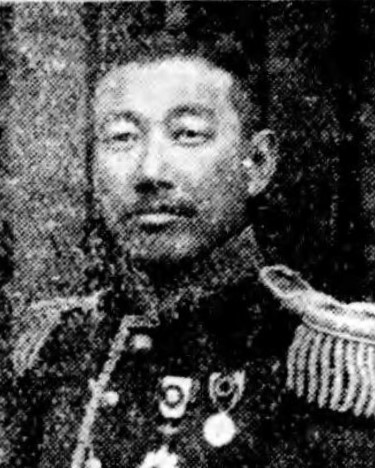
島津長丸

島津 長丸（しまづ ながまる、1871年10月31日〈明治4年9月18日〉 - 1927年〈昭和2年〉2月1日）は、明治から大正にかけての華族（男爵）。島津氏一門・宮之城家16代当主。島津久治の長男。貴族院議員を務めた。

## 生涯
1871年（明治4年）、宮之城家第15代当主島津久治（島津図書）の長男として誕生した。生後間もない1872年（明治5年）1月に父を失う。1895年（明治28年）7月、鹿児島高等中学造士館予科卒業。
1896年（明治29年）、鹿児島市平ノ馬場町に私立鶴嶺女学校を創立した。1897年（明治30年）10月に男爵を授けられた。武徳会鹿児島支部副長、鹿児島電気軌道監査役、都市計画鹿児島地方委員会委員などを歴任。
また、1901年（明治34年）9月26日、貴族院男爵議員補欠選挙で当選し、1904年（明治37年）7月9日まで務め、さらに1916年（大正5年）5月6日に再び選出され死去するまで在任した。

## 栄典
- 1903年（明治36年）12月11日 - 正五位[7]
- 1910年（明治43年）12月27日 - 従四位[8]
- 1919年（大正8年）1月10日 - 正四位[9]
- 1924年（大正13年）5月31日 - 勲三等瑞宝章[10]

## 家族・親族
妻は、久治の弟島津珍彦の娘ハル（治子）で、島津久光・千百子を祖父母に持ついとこ婚。ハルは昭和に入って宮内省に出仕し、皇后宮女官長を務めた。
『平成新修旧華族家系大成』によれば1男5女。家督は長男の島津忠丸（ただまる、1913年生まれ）が継いだ（妻の隆子は伯爵烏丸光亨の外孫）。長女の廣子（1897年生まれ）は三井高修（三井小石川家）に、二女の泰子（1899年生まれ）は二条厚基公爵（二条基弘の子）にそれぞれ嫁している。ほかに1902年生まれの娘・澄子があり、谷正之に嫁ぐ。